# Bruxelles I
Expresia Bruxelles I se utilizează adesea pentru a se face referire la Regulamentul (CE) nr. 44/2001 al Consiliului din 22 decembrie 2000 privind competența judiciară, recunoașterea și executarea hotărârilor în materie civilă și comercială. Acest instrument reglementează acordarea jurisdicției internaționale între statele membre ale Uniunii Europene și condițiile și procedurile pentru recunoașterea și executarea hotărârilor judecătorești pronunțate în statele membre, a instrumentelor autentice și a tranzacțiilor judiciare. Acesta a înlocuit Convenția Bruxelles I din 27 septembrie 1968 pentru toate statele membre, cu excepția Danemarcei.

## Bibbliografie
- Regulamentul (CE) NR. 44/2001 al Consiliului din 22 decembrie 2000 privind competența judiciară, recunoașterea și executarea hotărârilor în materie civilă și comercială

## Documente abrogate de acest Regulament
Acesta a înlocuit Convenția Bruxelles I din 27 septembrie 1968 pentru toate statele membre, cu excepția Danemarcei.